# Перший Західний
ТРК Перший Західний (до серпня 2016 — Львів-ТБ) — український регіональний телеканал. Заснований у 2000 році Львівською обласною радою. На початку існування мав 4 години ефіру на львівському 12 телеканалі. З початку 2013 року, команда «Львів-ТБ» отримала ліцензію на 24-годинне мовлення. У серпні 2016 року телекомпанія «Львів-ТБ» здійснила ребрендинг телеканалу на «Перший Західний».

## Покриття
«Перший Західний» мовить на відкритому супутнику та у кабельних мережах., а також, на частотах ефірного телебачення на Луганщині.

## Власники
Кінцевим бенефіціаром «Першого Західного» є Львівська обласна рада, яка володіє 100 % активів телерадіокомпанії.

## Мовлення
Кабельне мовлення здійснюється операторами «Воля-Львів», а інтернет-мовлення — у мережах MEGOGO.NET
1 березня 2022 року почав мовити в MX-5 цифрової етерної мережі DVB-T2 по всій області на підставі тимчасового дозволу на час воєнного стану.
28 грудня 2023 року став переможцем конкурсу на отримання ліцензії на мовлення в MX-5 цифрової етерної мережі DVB-T2 у Львові.

## Вміст телеефіру

### Інформаційні програми
- ОЧІ.Новини
- ОЧІ.Тиждень

### Програми
- Право на вибір
- Караоке на селі
- Великі перемовини
- Фракція
- Топ тема
- Інсайт
- Паралелі
- Ранок на трьох
- Дитяча планета
- Перші телевізійні консультації
- Гурман шоу
- Кіносвіт
- Українці в світі
- Телемарафон
- Винахідники
- Межа
- Хобі на колесах
- Літургія
- Засідання Львівської обласної ради.

## Логотипи
- Першим логотипом було зображення лева з двома стрічками синього і жовтого кольору[7].
- Після ребрендингу логотипом стала велика одиниця з надписом «Перший Західний».
- З 2021 року логотипом є чотири стилізовані квадрати. У лівому верхньому квадраті ламана цифра «1», а у правому нижньому — ламана літера «z».